# Rodoretto
Rodoretto (Roduret in piemontese, Raoudourét in occitano) è la maggiore frazione del comune di Prali, in provincia di Torino. Citato da Oriana Fallaci nel suo romanzo "Un cappello pieno di ciliegie"

## Storia
L'origine toponomastica è incerta: potrebbe derivare dall'arbusto di rododendro oppure più probabilmente, secondo altre fonti, dal termine che designava il corso d'acqua che percorre il vallone con un andamento infossato e ripido (Raoudourét significherebbe infatti "ripida e piccola dora"). Il borgo viene spesso indicato anche come Villa di Rodoretto, dal nome di "Villa", la borgata più popolata. Fino al 1870 costituiva un comune autonomo, per essere successivamente incorporato in quello di Prali. 
Il codice ISTAT del comune soppresso era 001855, il codice catastale (valido fino al 1983) era H483

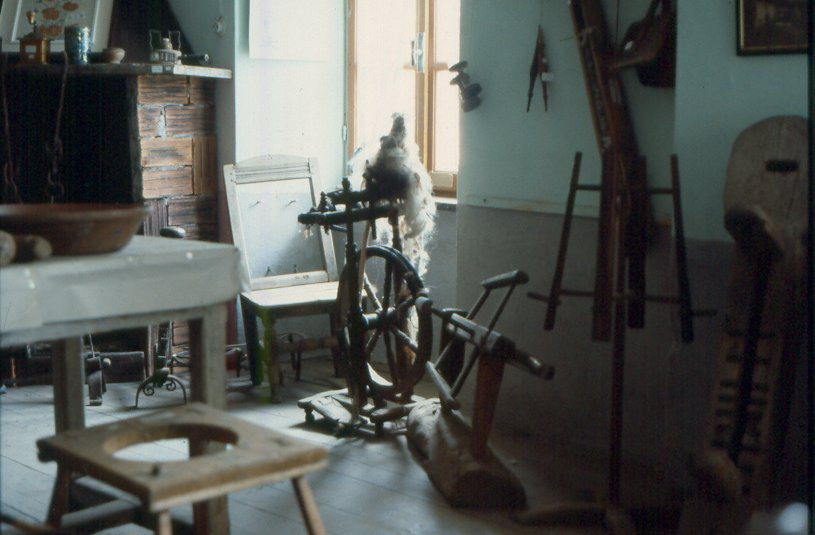
Una sala del museo di Villa di Rodoretto dedicato alla cultura contadina

## Geografia fisica
Rodoretto dà il nome all'omonimo vallone di Rodoretto in cui sorge, nel quale scorre il rio Dorato (Algo Groso in occitano). È situato a circa 8 km da Prali, nei pressi del confine comunale con Salza di Pinerolo.
Le borgate che lo costituiscono sono Villa che è la principale (o Villa di Rodoretto, la maggiore), Chai (la prima che si incontra arrivando da valle, ospita il cimitero ed è contigua a Villa), Bounous (nella parte superiore di Rodoretto) e Chandermant (1.670 m, un gruppo di baite sopra Bounous). Fra le altre borgate del vallone principale della Valle di Rodoretto vi sono, da valle verso monte, Campo del Clot (1.440 m), Arnaud (1.518 m, dove termina la strada asfaltata), Rimas e infine Balma (1.710 m).

## Punti d'interesse
Rodoretto ospita un piccolo Museo di cultura contadina. Coesistono una chiesa cattolica e un tempio valdese.